# You/Play with Me
You/Play With Me es un EP de dos canciones por Jeff Killed John, ahora llamados Bullet For My Valentine.

## Lista de canciones
1. "You" - 4:08
2. "Play With Me" - 3:07

(Estas dos canciones y otras cinco más pueden ser vistas en YouTube buscando por Jeff Killed John)

## Créditos
- Matt Tuck – Vocalista
- Michael Paget – Guitarra, Segundo vocal
- Nick Crandle – Bajo
- Michael Thomas – Batería

- Datos: Q9097200